# Le Mas-de-Tence
Le Mas-de-Tence ist eine französische Gemeinde mit 157 Einwohnern (Stand: 1. Januar 2022) im Département Haute-Loire in der Region Auvergne-Rhône-Alpes. Sie gehört zum Arrondissement Yssingeaux und zum Kanton Boutières. Die Einwohner werden Chenereillois genannt.

## Geografie
Die Gemeinde Le Mas-de-Tence liegt an der Grenze zum Département Ardèche im Zentralmassiv, etwa 18 Kilometer östlich von Yssingeaux. Umgeben wird Le Mas-de-Tence von den Nachbargemeinden Montregard im Norden, Saint-André-en-Vivarais im Osten, Devesset im Süden sowie Tence im Westen.

## Bevölkerungsentwicklung
| Jahr                       | 1962 | 1968 | 1975 | 1982 | 1990 | 1999 | 2006 | 2013 | 2020 |
| Einwohner                  | 315  | 229  | 217  | 175  | 149  | 150  | 165  | 185  | 152  |
| Quellen: Cassini und INSEE |      |      |      |      |      |      |      |      |      |

## Sehenswürdigkeiten
- Kirche Saint-François-Régis

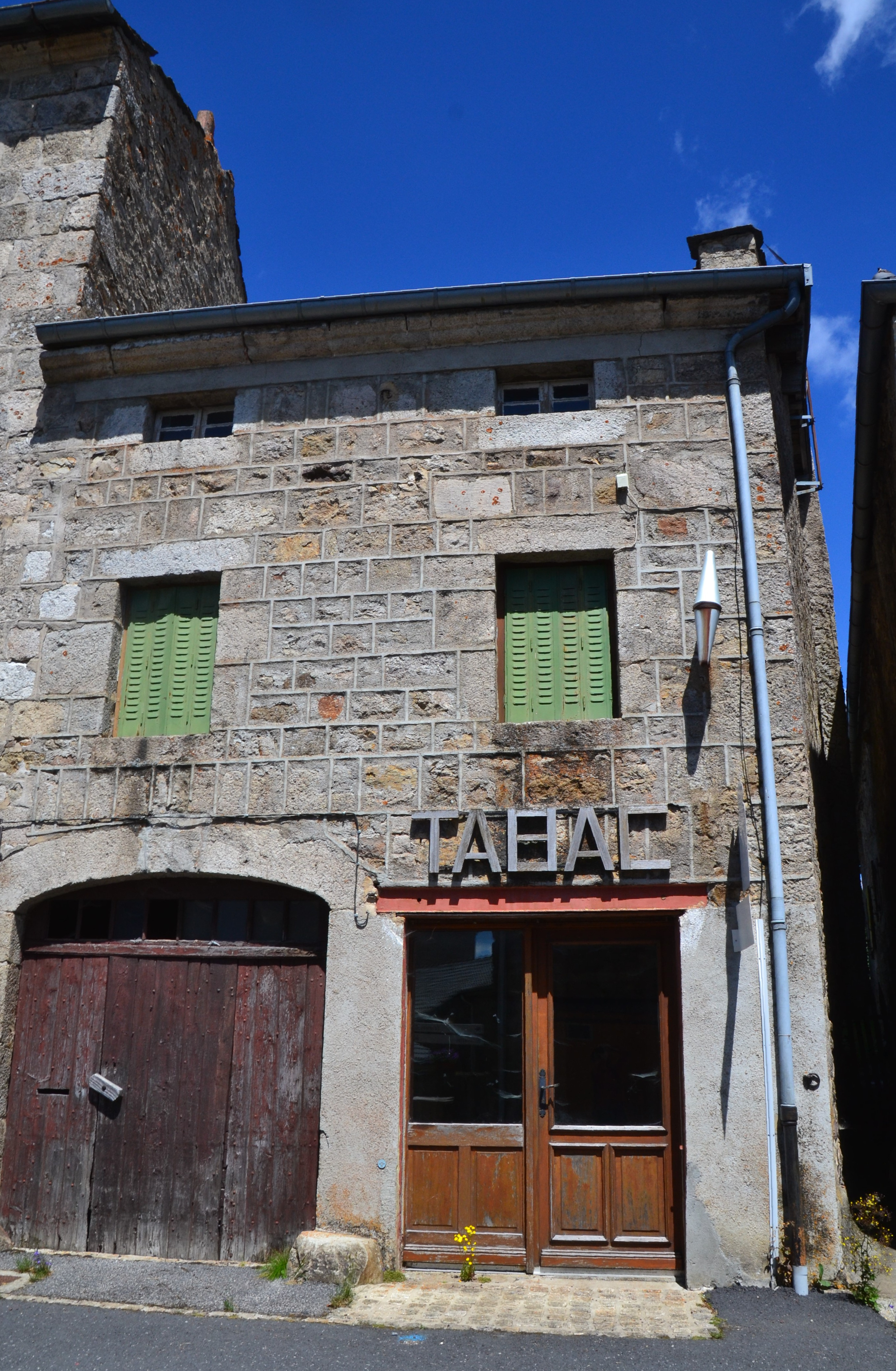
Langsamer Verfall in Le Mas-de-Tence

## Persönlichkeiten
- Jean-Baptiste Molette (1758–1827), General